# 新疆生产建设兵团第五师八十一团
新疆生产建设兵团第五师八十一团是中华人民共和国新疆生产建设兵团第五师下辖的一个团，与新疆维吾尔自治区双河市双桥镇实行“团镇合一”的管理体制。

## 行政区划
新疆生产建设兵团第五师八十一团下辖以下单位：
团部社区、一连、二连、三连、四连、五连、六连、七连、八连、九连、十连、十一连、十二连和良繁站生活区。